# Eucalyptus deglupta
Eucalyptus deglupta (conocido como eucalipto arcoíris) es la única especie de eucalipto  que se encuentra de forma natural en el hemisferio norte. Su distribución natural se extiende por Nueva Bretaña, Nueva Guinea, Seram, Sulawesi y Mindanao, Costa Rica, y Puerto Rico. 

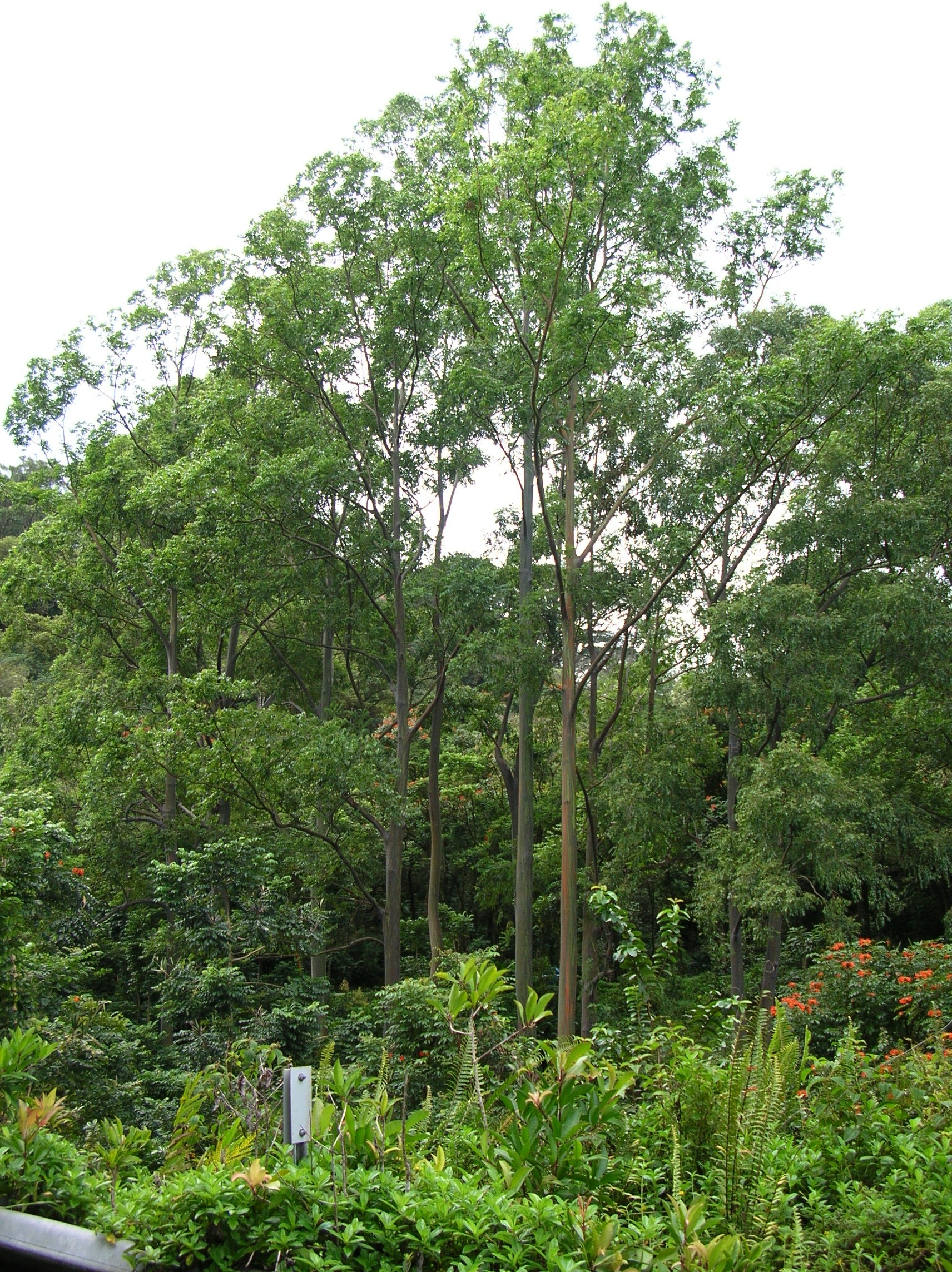
Vista del árbol

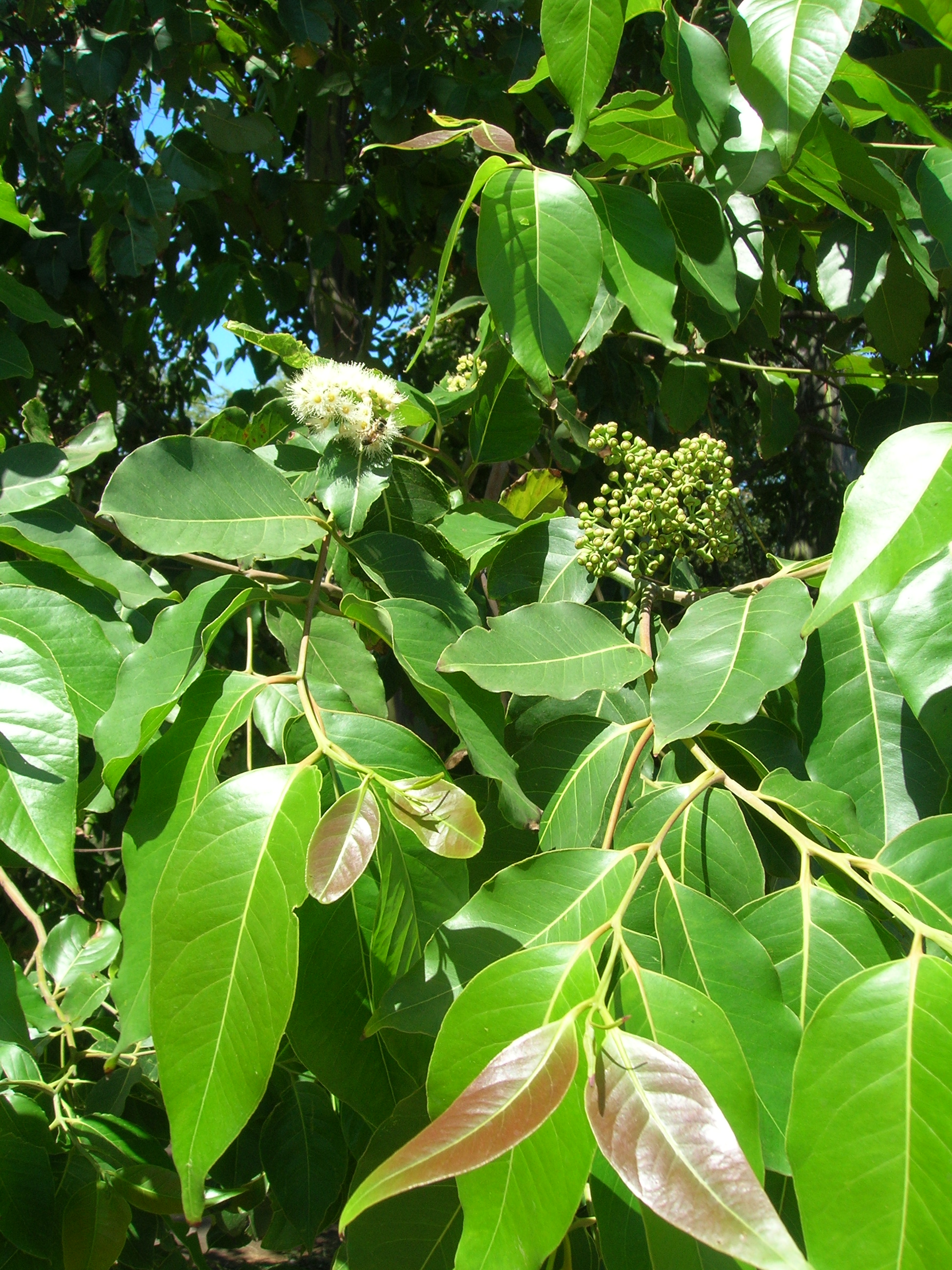
Hojas

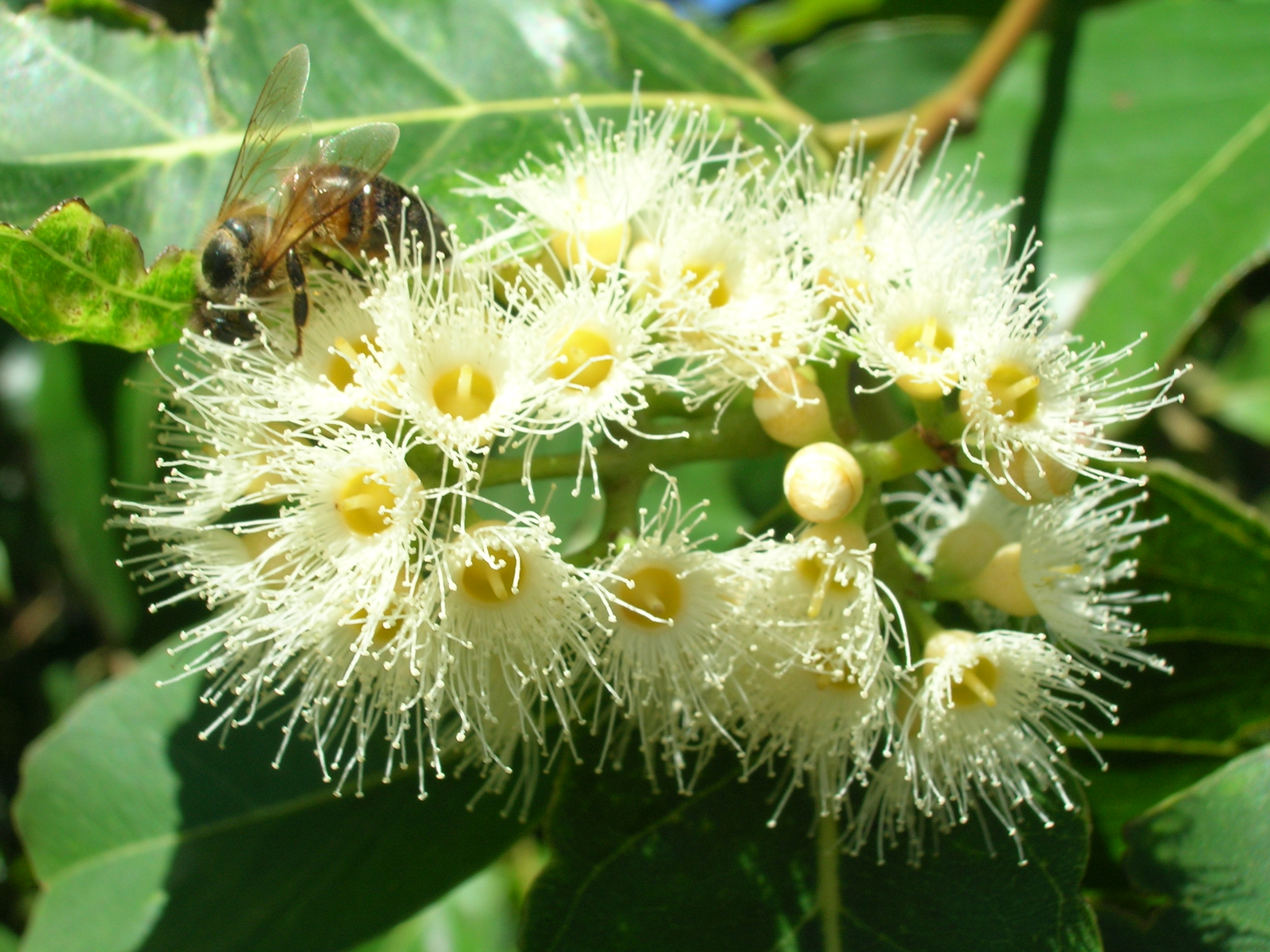
Inflorescencia

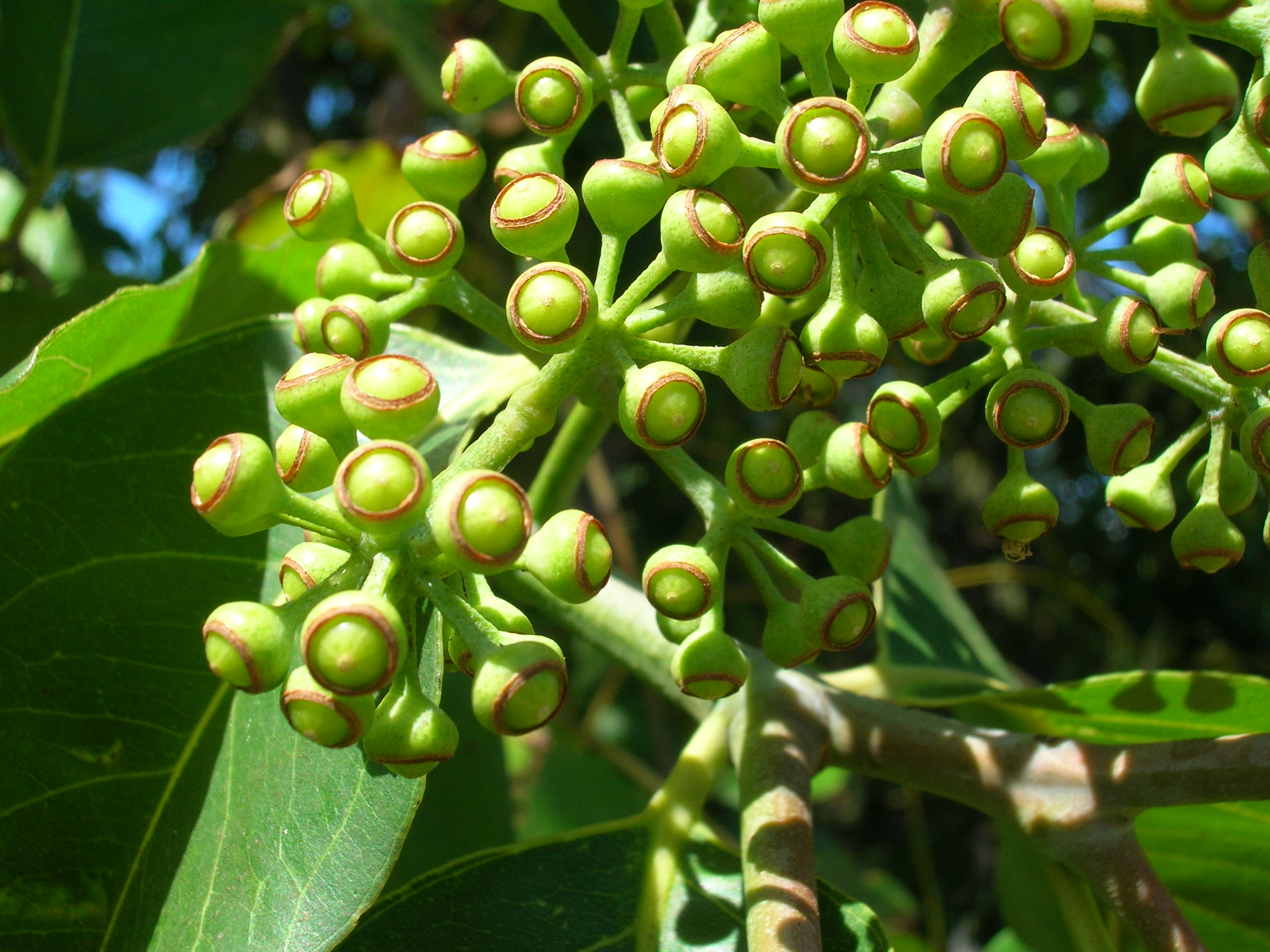
Frutos

## Descripción
La corteza multicolor única es la característica más distintiva del árbol. Parches del exterior de la corteza se caen anualmente en diferentes momentos, lo que muestra una corteza interior de color verde brillante. Esta luego se oscurece y madura para quedar azul, púrpura, naranja y luego tonos granates.
Son árboles que alcanzan un tamaño de hasta 75 m de alto, la corteza exfoliante en forma de cintas papiráceas, con superficie expuesta verde tornándose rojo ladrillo; las ramas jóvenes glabras. Hojas juveniles prevalecientes, subopuestas a alternas, anchamente lanceoladas, 8–13 cm de largo y 4–6 cm de ancho, ápice acuminado, base cuneada a obtusa, glabras, pecíolo torcido. Inflorescencias en panículas de umbelas, terminales o axilares, 6–8 flores por umbela. El fruto es una cápsula cupuliforme, 3–4 mm de largo, disco deprimido, valvas 4, exertas.
La copa de los árboles jóvenes es cónica, y algo aplanada cuando son viejos. Las ramas son cuadradas, a menudo con cuatro franjas en forma de hoja en los bordes (aladas).

## Usos
En la actualidad este árbol se cultiva ampliamente en todo el mundo en plantaciones, principalmente de madera para pulpa que se utiliza en la fabricación de papel. Es la especie dominante utilizada para las plantaciones de madera para pulpa en Filipinas.
También está ampliamente plantado en parques y jardines como árbol ornamental debido a su atractiva corteza. 
El árbol se utiliza para la recuperación de la tierra, la reforestación y la plantación de enriquecimiento forestal, siempre que el terreno sea el propicio para el árbol. En Costa Rica se utiliza comúnmente como árbol de sombra en los cafetales. Es un forraje para abejas.

### Madera
La madera seca es apta para la construcción, fácil de trabajar a mano y con máquinas, pero tiene tendencia a agrietarse, especialmente al perforar. No es muy duradera y es susceptible a las termitas, con lo que hay que tener precaución a la hora de usarla en construcciones grandes.
También se utiliza como leña y para la fabricación de carbón vegetal, pero normalmente se considera demasiado valiosa para estos fines
Composición:
El duramen es de color marrón rojizo y a menudo se separa indistintamente de la albura blanca o rosa. La madera contiene 44 a 51% de celulosa, 29 a 30% de lignina, 14 a 19% de pentosanos, y el contenido de cenizas es de 0,6 a 1,2%. 

## Características reproductivas
La inflorescencia completa lateral o terminal es un dichasio enroscado (llamado "conflorescencia"), que consiste en inflorescencias parciales enroscadas, cada una de las cuales contiene de tres a siete flores. El tallo de la inflorescencia angular tiene unos 12 milímetros de largo. El pedúnculo tiene unos 5 milímetros de largo.
Como es típico del género, el capullo floral esférico o casi en forma de club está cubierto por una tapa (opérculo), que en el caso del Eucalyptus deglupta es hemisférica o cónica, y que se desprende durante la floración, dejando un estigma. El Eucalyptus deglupta, como todos sus parientes, tiene un opérculo doble. Las flores hermafroditas son simétricas radialmente y blancas. Hay diferentes números, normalmente de tres a cinco, cálices y por encima de una copa de flor normalmente de cuatro a cinco pétalos discretos, estos también pueden estar completamente ausentes. Numerosos estambres blancos están presentes. El ovario está subdesarrollado.
Con un diámetro de 3 a 5 milímetros, el fruto de la cápsula de paredes finas tiene forma de huevo a forma de palo o esférica. Está encerrado en la copa de madera de la flor, que se abre con tres o cuatro pequeñas válvulas de fruta cuando las semillas maduran y contiene numerosas semillas. Estas diminutas semillas marrones se aplanan con una pequeña ala terminal.

## Cultivo, crecimiento y desarrollo
Eucalyptus deglupta se cultiva como árbol ornamental, para plantar en jardines y parques tropicales y subtropicales. 
Crece en un suelo rico y medio-húmedo a pleno sol y no resiste a las heladas.
Si se cultiva a partir de una semilla, la temperatura debe estar alrededor de 25-32 °C. Las plantas pueden crecer a partir de esquejes de árboles de menos de 5 años. Una vez que un árbol alcanza los 5 años de edad, la inhibición de las raíces previene la generación de raíces a partir de esquejes. 
El Eucalyptus deglupta crece muy rápido, siendo capaz de alcanzar tasas de crecimiento anual de 2-3 m de altura y 2-3 cm de diámetro durante los primeros 10 años. El crecimiento de los brotes de Eucalipto deglupta joven parece ser continuo, siempre que la humedad del suelo sea adecuada. Los árboles jóvenes tienen una corona cónica con un líder definido y ramas casi horizontales. A medida que el árbol envejece, las ramas se curvan hacia arriba en los extremos y el líder se vuelve menos dominante. Con el tiempo, el árbol adquiere una corona de copa plana y extendida.
La floración puede ocurrir dentro del primer año pero más a menudo tiene lugar después de 2 años y anualmente a partir de entonces. La floración puede ocurrir en todos los meses del año dependiendo de la localidad. La fructificación puede comenzar tan pronto como 1,5 años después de la plantación, pero más comúnmente después de 3-4 años. Los frutos maduran en 4-6 meses, después de lo cual las semillas se liberan rápidamente en unos pocos días. La producción de semillas es a menudo profusa. La dispersión es principalmente por el agua. El Eucalyptus deglupta no se regenera a partir de los lignotubérculos. Esto significa que los árboles maduros son sensibles a los incendios intensos, y que las cosechas de los arbustos no suelen ser posibles después de la primera cosecha.
Las rayas multicolores vistosas que cubren el tronco son un distintivo elemento de diseño del paisaje. En jardines botánicos como el Fairchild Tropical Botanic Garden en Florida, el árbol muestra la gama de colores intensos como se ve en el rango normal del árbol.

## Taxonomía
Eucalyptus deglupta fue descrita por Carl Ludwig Blume y publicado en Museum Botanicum 1: 83. 1850.

### Etimología
- Eucalyptus: nombre genérico que proviene del griego antiguo: eû = "bien, justamente" y kalyptós = "cubierto, que recubre". En Eucalyptus L'Hér., los pétalos, soldados entre sí y a veces también con los sépalos, forman parte del opérculo, perfectamente ajustado al hipanto, que se desprende a la hora de la floración.[16]
- deglupta: epíteto

### Sinonimia
- Eucalyptus binacag (Elmer) Elmer

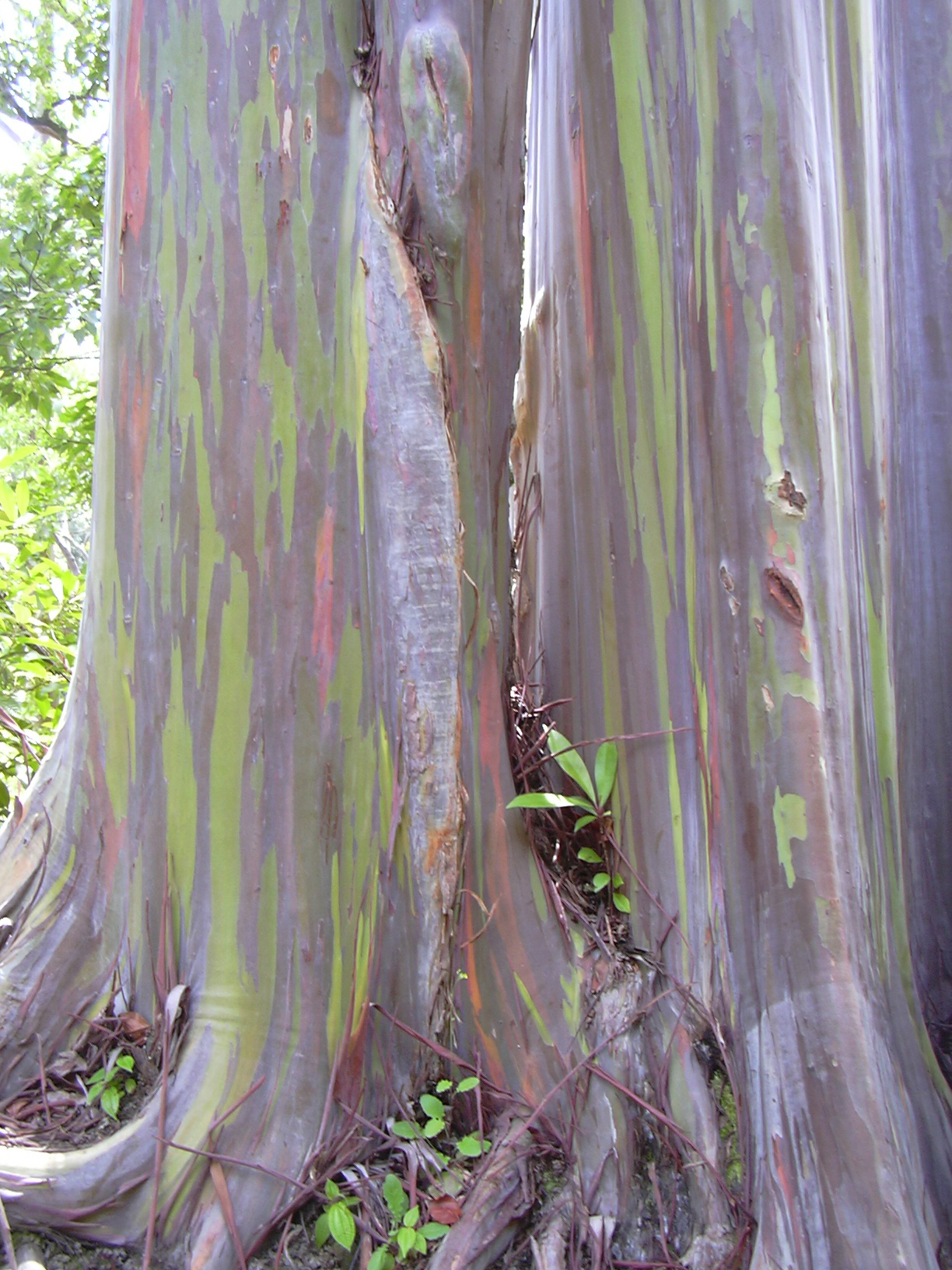
Tronco de Eucalyptus deglupta de cerca.

- Eucalyptus multiflora Rich. ex A.Gray
- Eucalyptus naudiniana F.Muell.
- Eucalyptus sarassa Blume
- Eucalyptus schlechteri Diels
- Eucalyptus versicolor Blume
- Eugenia binacag Elmer
- Populus deglubata Reinw. ex Blume[17][18]

Nombre binomial: Eucalyptus deglupta

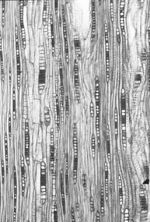
Madera de Eucalyptus deglupta en corte longitudinal.